# Sympiesis hawaiiensis
Sympiesis hawaiiensis är en stekelart som först beskrevs av William Harris Ashmead 1901.  Sympiesis hawaiiensis ingår i släktet Sympiesis och familjen finglanssteklar. Inga underarter finns listade i Catalogue of Life.